# Peggy English
Marguerite Grace "Peggy" English (Helena (Montana), 9 december 1893 - 4 september 1988) was een Amerikaanse jazz-zangeres die in de tweede helft van de jaren twintig (1925-1928) en het begin van de jaren dertig (1933) platen opnam, die onder talloze synoniemen uitkwamen.
Van English werden platen uitgebracht onder de namen Peggy English (Vocalion Records), Peggy Britten (Cameo Records), Jane Shaw (Romeo Records) en Jane Gray (in de periode 1926-1928, bij Harmony Records en Velvet Tone Records). Andere namen die genoemd worden zijn onder meer Lillie Daltry, Nora West, Mae French, Dolly Prince, Jessie Shaw, Sally Brown en Marjorie Adams. In haar opnames onder de namen Peggy English en Peggy Britten werd ze zeer vaak begeleid door de pianist en songschrijver Rube Bloom. Op andere platen werd ze begeleid door bijvoorbeeld Bill Wirges of de jazzgitarist Eddie Lang.
Naast het opnemen van platen zong ze ook in theaters in New York en andere Amerikaanse steden. Hierbij werd ze onder meer begeleid door orkesten onder leiding van Frankie Masters, Ray Tael (ook bekend als acteur), Max Smolen en Johnny Johnson.
Op 6 april 1933 stond Peggy English voor het laatst in de opnamestudio. Opnames van deze sessie verschenen op Bluebird Records, onder de naam Harlem Hannah and Her Hot Boys en Hannah's Hot Shots.
Over het leven van de zangeres vanaf februari 1934 is weinig bekend.